# Xian de Qingxin
Le xian de Qingxin (清新县 ; pinyin : Qīngxīn Xiàn) est un district administratif de la province chinoise du Guangdong. Il est placé sous la juridiction de la ville-préfecture de Qingyuan.

## Démographie
La population du district était de 670 994 habitants en 1999.